# Ahlafors IF
Ahlafors IF är en fotbollsförening i Alafors i Ale kommun. Klubben bildades 1913 och har 485 medlemmar 2016. Hemmaarenan heter Svenska Stenhus Arena och har lovordats som en av Västsveriges vackraste idrottsplatser. Klubben driver dels Furulundsparken där klubben arrangerar många danser och fester, dels Ahlafors IF Bangolf. Ahlafors IF byggde år 2007 en helt ny bangolfbana och hade till sin hjälp den f.d landslagsspelaren i bangolf Lars Albinsson. 2012 byggde Ahlafors IF en konstgräsplan.
Herrlaget spelar i division 1 Södra 2023. Damlaget spelar i division 3 Göteborg 2015.

## Historia
Ahlafors fabriker byggdes 1856, och var under drygt ett sekel tongivande för samhället. Vid en brand 1905 ödelades större delen av fabriksbyggnaden. Ett återbyggande startade genast och 1907 anlände ett antal skottar för att installera maskinparken. Med sig i bagaget hade de några fotbollar och ganska snart fick de tänt de inhemska männen på spelet fotboll.
Detta är upptakten till de som idag är Ahlafors IF. Under de närmaste åren spelades improviserade matcher och träningar hölls på de gräsplättar man kom över. Jorden skulle brukas maximalt och våra föregångare hade det inte lätt i sin strävan att få spela fotboll.
Efter några år fick fotbollsutövarna tillgång till en plan belägen mitt i samhället. Den 3 oktober 1913 samlades ett 30-talet personer under ledning av August Hansson för att undersöka intresset för bildande av en idrottsförening. Platsen var samlingshuset, som sedan i över 50 år skulle få stor betydelse för föreningen.
Det bildades en kommitté för framtagning av stadgar och en vecka senare antogs dessa och 32 personer skrev in sig som medlemmar.
Klubbens första ordförande blev Oskar Wigertz.

## Spelare

### Truppen
| Nummer      | Land      | Spelare                     | Födelsedatum      | Kom från           | Moderklubb       |
| Målvakter   | Målvakter | Målvakter                   | Målvakter         | Målvakter          | Målvakter        |
| ----------- | --------- | --------------------------- | ----------------- | ------------------ | ---------------- |
| 1           | Sverige   | Victor Strandh              | 10 september 1997 | Tidaholms GoIF     | Tibro AIK        |
| 30          | Sverige   | Marcus Alexandersson        | 18 juli 1998      | Norrby IF          | Öckerö IF        |
| 31          | Sverige   | Andreas Skånberg            | 4 september 1987  | Skepplanda BTK     | Ahlafors IF      |
| Försvarare  |           |                             |                   |                    |                  |
| 2           | Sverige   | Isak Skoog                  | 1 september 1998  | Qviding FIF        | IF Warta         |
| 3           | Sverige   | André Josefsson             | 15 februari 1997  | Laholms FK         | Laholms FK       |
| 5           | Sverige   | Harald Oresjö               | 11 november 1994  | Älvsborg FF        | Älvsborg FF      |
| 6           | Sverige   | Rinor Zenulla               | 23 oktober 1996   | Qviding FIF        | Lärje/Angered IF |
| 17          | Sverige   | Nuha Jatta                  | 22 januari 2003   | GAIS               | GAIS             |
| 22          | Sverige   | Samuel Edlund               | 18 februari 2000  | Näsets SK          | Näsets SK        |
| 26          | Sudan     | Mohamed Amin                | 6 november 1999   | Ytterhogdals IK    | Norrby IF        |
| 28          | Sverige   | Hugo Söder                  | 18 augusti 2005   | Ahlafors IF U      | Ahlafors IF      |
| Mittfältare |           |                             |                   |                    |                  |
| 4           | Sverige   | Jesper Nilsson              | 6 mars 1995       | IK Kongahälla      | IK Kongahälla    |
| 8           | Sverige   | Daniel Tidstrand            | 10 juli 1994      | Qviding FIF        | Älvängens IK     |
| 10          | Sverige   | Pascal Olsson               | 11 juni 1996      | Västra Frölunda IF | Björndammens BK  |
| 15          | Sverige   | Kristian Kocevski           | 9 oktober 1997    | Angered BK         | Backa IF         |
| 16          | Sverige   | Nils Strandahl              | 26 mars 2001      | BK Astrio          | Torup/Rydö FF    |
| 20          | Sverige   | Jakob Lindström             | 14 juni 1993      | Fredrikstad        | Ahlafors IF      |
| Anfallare   |           |                             |                   |                    |                  |
| 7           | Sverige   | Jesper Zetterlund           | 20 juni 2002      | IFK Göteborg       | Ahlafors IF      |
| 9           | Sverige   | Oscar Samuelsson            | 17 juni 2000      | Tölö IF            | Särö IK          |
| 11          | Sverige   | Elliot Söderberg Waltersson | 23 juli 2002      | Utsiktens BK       | Örgryte IS       |
| 14          | Sverige   | Victor Andersson            | 24 juni 1995      | IFK Värnamo        | Onsala BK        |
| 19          | Sverige   | Anton Millesson Nilsson     | 5 oktober 1995    | Åsa IF             | Kungsbacka BI    |
| 21          | Sverige   | Mohamed Said Adan           | 10 januari 2000   | Örgryte IS         | Kållereds SK     |
| 29          | Sverige   | Robin Clason                | 4 maj 1997        | Västra Frölunda IF | IFK Berga        |
| -           | Sverige   | Anomnachi Chidi             | 13 juli 2004      | BK Häcken          | Bergsjö IF       |

## Fotnot
1. ↑  www.ale.se Arkiverad 4 mars 2016 hämtat från the Wayback Machine.
2. ↑  ”www.vastsverige.se”. Arkiverad från originalet den 28 september 2007. https://web.archive.org/web/20070928101959/http://www.vastsverige.se/templates/article____3984.aspx. Läst 29 juli 2007.
3. ↑  www.svenskfotboll.se Div 3 Nordvästra Götaland
4. ↑  ”Herrlag”. Ahlafors IF. https://www.ahlaforsif.se/truppen. Läst 22 oktober 2023.
5. ↑  ”Ahlafors IF”. SvFF. Arkiverad från originalet den 21 september 2023. https://web.archive.org/web/20230921153605/https://www.svenskfotboll.se/lagsida/ahlafors-if/26391/. Läst 22 oktober 2023.
6. ↑  ”Ahlafors IF”. fotbolltransfers.com. https://fotbolltransfers.com/klubbar/sverige/ahlafors-if/427. Läst 22 oktober 2023.